# Смоланка Володимир Іванович
Смоланка Володимир  (нар. 2 квітня 1961, м. Ужгород) — ректор ДВНЗ «Ужгородський національний університет», доктор медичних наук, професор, заслужений лікар України, член Правління (Адміністративної Ради - Administrative Council) Всесвітньої Федерації нейрохірургічних Спілок (WFNS), президент Української Асоціації нейрохірургів (2013-2021 рр.), член Тренувального комітету Європейської Асоціації нейрохірургів.

## Професійна діяльність
Закінчив з відзнакою Ужгородський державний університет за спеціальністю «Лікувальна справа». Доктор медичних наук, професор.
1983—1985 рр. − клінічний ординатор Київського науково-дослідницького інституту нейрохірургії.
1985—1986 рр. − ординатор нейрохірургічного відділення Берегівської центральної районної лікарні.
1986—1989 рр. − аспірант Київського інституту нейрохірургії зі спеціальності «Нейрохірургія».
1989—1994 рр. − асистент кафедри неврології, психіатрії та гігієни Ужгородського державного університету.
1994—2000 рр. − доцент кафедри неврології, психіатрії та гігієни Ужгородського державного університету.
2001- 2014 рр. − завідувач кафедри неврології, нейрохірургії та психіатрії Ужгородського національного університету.
З 2006 р. по березень 2014 р. − директор Обласного клінічного центру нейрохірургії та неврології (за сумісництвом).
З 04 березня по 23 квітня 2014 р. − виконувач обов'язків ректора Державного вищого навчального закладу «Ужгородський національний університет».
З 23 квітня 2014 р. — ректор Державного вищого навчального закладу «Ужгородський національний університет».
Кандидат медичних наук з 1990 року, доктор медичних наук з 2002 року. Вчене звання доцента присвоєно у 1998 році, професора − у 2005 році.
У 2006 році під керівництвом Володимира Смоланки в Ужгороді відкрито перший в Україні спеціалізований Центр нейрохірургії та неврології, який він очолював впродовж 9 років. 
У 2013-2021 роках — президент Української асоціації нейрохірургів, віце-президент Української асоціації боротьби з інсультом, член експертної групи МОЗ України «Неврологія. Нейрохірургія». Член Правління (Адміністративної Ради) Всесвітньої Федерації нейрохірургічних Спілок. Постійний викладач Європейської Асоціації нейрохірургів та Європейської Асоціації неврологів. Член Тренувального комітету Європейської Асоціації нейрохірургів, делегат України у Всесвітній та Європейській Асоціаціях нейрохірургічних Спілок, академік Всесвітньої та Євразійської Академій нейрохірургів. 
Автор понад 300 наукових та навчально-методичних праць, 5 патентів України та авторського свідоцтва на винахід. Співавтор двох монографій. Індекс Гірша в системі Google Scholar – 13, в Scopus – 7. Головний редактор науково-практичного журналу «Міжнародний неврологічний журнал», член редакційних колегій видань  «International Journal of Stroke», «Український нейрохірургічний журнал» та найбільш рейтингового нейрохірургічного наукового журналу Європи «Neurosurgical Review».

## Визнання
У 2005 році нагороджений орденом «За заслуги» ІІІ ступеня.
У 2012 році став лауреатом Національної Медичної Премії в номінації «Кращий практикуючий лікар». 
У 2017 році увійшов у ТОП-25 найкращих лікарів України за версією телеканалу «Еспресо», з числа талановитих українців, котрі зробили прорив не лише в українській, а й світовій медицині. 
У 2020 році присвоєно звання "Заслужений лікар України".
Почесний Доктор (Doctor Honoris Causa) університету м.Арад (Румунія).
Почесний Сенатор (Senator Honoris Causa) Сегедського університету (Угорщина).
Почесний Член Хорватської та Чеської Асоціацій нейрохірургів.

## Обрання ректором
Ректором Ужгородського національного університету обраний у  квітні 2014 року.  Під його керівництвом університет динамічно розвивається, зайнявши позицію серед кращих українських закладів вищої освіти (11 місце у рейтингу «Топ 200 університетів України»). За даними світових рейтингів Webometrics,  Scopus, Scimago, QS EECA University Rankings, U-Multirank сьогодні УжНУ займає 11-14 позиції серед українських закладів вищої освіти.